# Müezzinzade Ali Paxá
Ali Paxá ou Mehmet Ali Paxá[a], alcunhado de Müezzinzade Ali Paxá ("filho do muezim") foi um oficial do Império Otomano, general e finalmente "grande-almirante" (capitão paxá) da frota otomana do Mediterrâneo de 1569 a 1571, sucedendo a Piale Paxá.

## Biografia
Ali Paxá era filho dum muezim e ele próprio chamava os fiéis para as orações na mesquita do seu pai, a qual era sobranceira ao serralho do sultão. Era um dos favoritos do sultão Selim II e das mulheres do serralho, que admiravam a sua voz e, como Piale Paxá, casou com uma das sultanas (filhas do sultão).

### Conquista otomana de Chipre
Ali Paxá participou na conquista a ilha de Chipre à República de Veneza em 1570. Uma frota que se supõe constituída por 188 galés, fustas e outros navios, zarpou de Istambul em 16 de maio e desembarcou em Chipre a 3 de julho. Enquanto Lala Kara Mustafá Paxá comandou a captura da ilha, Ali Paxá levou o grosso da sua armada para Creta e depois para Moreia (Peloponeso, na Grécia continental), prevenindo que qualquer frota cristã de auxílio ir apoiar os defensores cercados em Chipre.

### Batalha de Lepanto
Ali Paxá foi o comandante-em-chefe das forças navais otomanas na Batalha de Lepanto, ocorrida a 7 de outubro de 1571. Selim tinha-lhe confiado uma das mais preciosas possessões dos sultões otomanos, a grande "Bandeira dos Califas", um enorme estandarte bordado com textos do Alcorão adornado com  brasões onde o nome de Alá estava escrito 28 900 vezes com letras douradas. A bandeira pretendia constituir um incentivo para ele e os seus homens darem o seu melhor em combate.
Ainda bastante jovem, como o seu adversário D. João de Áustria, Ali Paxá era mais um soldado de terra do que um táctico naval, e o seu fracasso em manter as suas linhas juntas e o facto de ter impedido os seus esquadrões individuais de carregarem sobre os inimigos como unidades terrestres de cavalaria permitiu que as forças cristãs penetrassem na sua linha de batalha em vários pontos e o cercassem e derrotassem navios isolados. Ali Paxá foi também um agitador, e quase imediatamente procurou o confronto direto com o comandante inimigo. O seu navio-almirante, a galé Sultana, combateu diretamente com com o navio de D. João de Áustria, o La Real, e foi abordado, acabando por ser capturado depois de cerca de uma hora de combates sangrentos a que acorreram reforços de ambos os lados, provenientes de outras galés de ambas as frotas. Ali Paxá morreu às mãos de um macedónio às ordens dos venezianos, ao ser atingindo na cabeça por uma bala de mosquete, o que o fez cair no convés onde foi decapitado por um zeloso soldado espanhol. A sua cabeça foi depois espetada num pique. Este facto e a captura da Bandeira dos Califas pela La Real, provocou o colapso do moral das forças turcas, o que contribuiu em larga medida para o desfecho da batalha que se sagrou numa pesada derrota para os otomanos.